# Paroisse St. David

Paroisse St. David est une paroisse dans le comté de Prince sur l'Île-du-Prince-Édouard, au Canada.
Elle contient les cantons suivants:
- Lot 18
- Lot 19
- Lot 25
- Lot 26
- Lot 27
- Lot 28

Elle contient aussi Prince Royalty